# Patenthalse

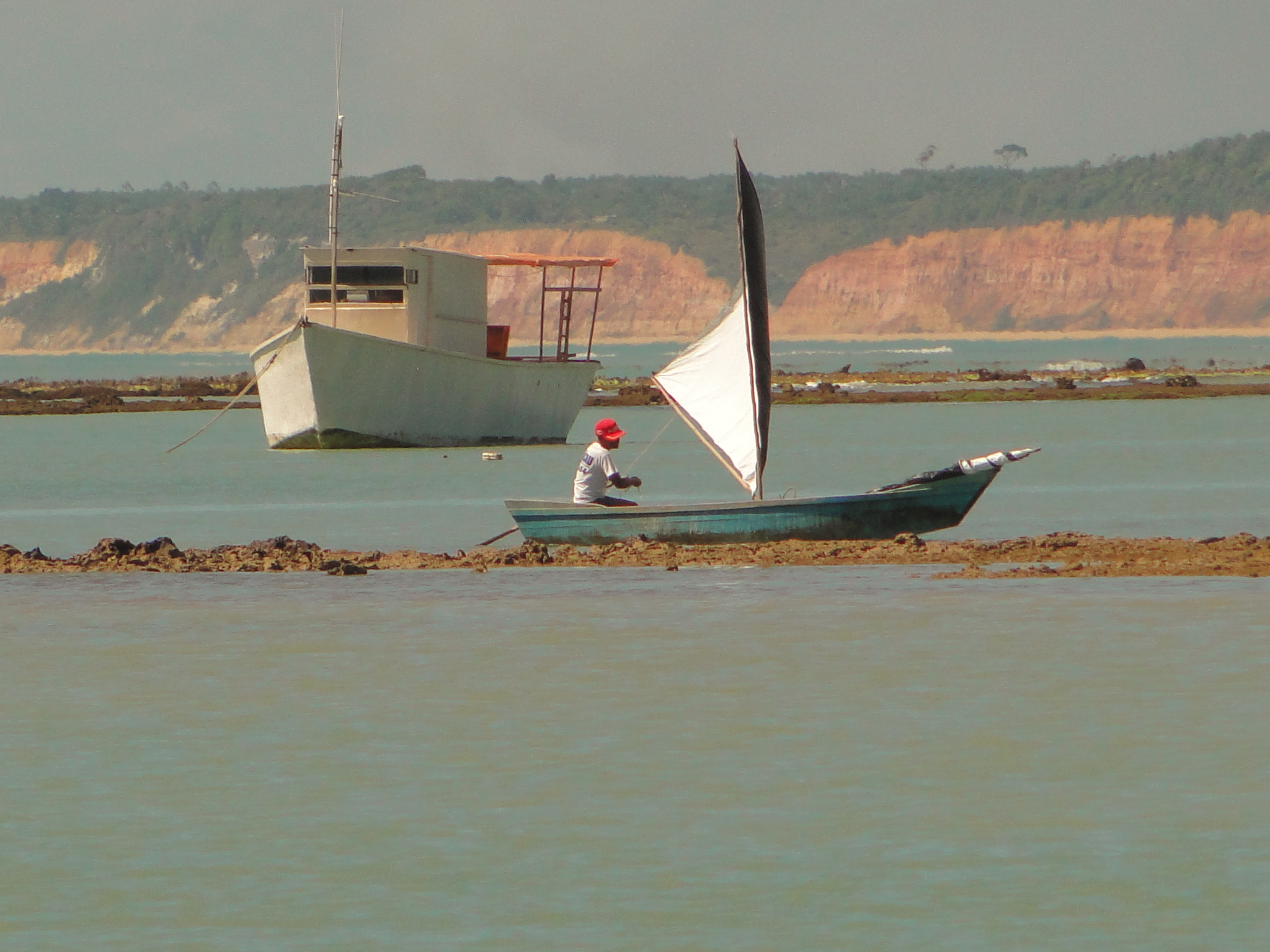
Segelboot mit weit aufgefierter Schot

Als Patenthalse (brit. englisch: accidental gybe oder crash gybe; amerik. englisch: uncontrolled jibe) wird eine Halse bezeichnet, die ungewollt und ohne Vorbereitung von Schiff und Mannschaft stattfindet. Dabei schlägt der Großbaum mit hoher Geschwindigkeit von einer Schiffsseite auf die andere, wenn der Wind plötzlich von der (vermeintlichen) Leeseite ins Segel greift. 
Insbesondere bei mittlerem bis starkem Wind und einem tiefen Raumschotskurs gehören Patenthalsen zu den größten Gefahren an Bord eines Segelschiffs. Durch den umschlagenden Baum und die Großschot können Personen tödlich verletzt oder über Bord geworfen werden. Weiterhin kann auch das Rigg schweren Schaden nehmen und ein Mastbruch die Folge sein. Jollen können dabei kentern. 

## Ursachen
Eine Patenthalse entsteht, wenn bei einem tiefen Raumschotskurs und entsprechend weit aufgefierter Großschot der Wind plötzlich von der Leeseite ins Segel greift. Der lose geführte Baum schlägt dann mit großer Kraft zur anderen Schiffsseite um. Dort wird er erst gestoppt, wenn die Schot anschlägt oder wenn er auf ein Want trifft. Befinden sich Personen im Bewegungsbereich des Baums oder der Schot, können sie erheblich – insbesondere am Kopf – verletzt oder über Bord geschleudert werden. Der Impuls des Baumes ist umso größer, je größer und schwerer die Yacht und damit auch ihr Baum ist. Patenthalsen können entstehen, wenn der Rudergänger vom gewünschten Kurs abkommt und zu weit abfällt. Andererseits kann auch der Wind drehen und achterlicher einfallen als vorgesehen. Begünstigt wird der Fehler durch ein stark gierendes Schiff, was insbesondere bei hoher nachlaufender See zeitweise unvermeidbar ist. Gerade bei Raumschotskursen kommen die Wellen für gewöhnlich von hinten und drücken das Schiff aus dem Kurs. Das Versagen des Autopiloten kann auch zu einer Patenthalse führen, wenn es nicht rechtzeitig erkannt wird.

## Folgen
Der umschlagende Baum wird – insbesondere bei viel Wind – mit großer Geschwindigkeit über das Heck des Bootes schwingen. Personen, die sich im Bewegungsbereich befinden, werden typischerweise am Kopf getroffen und dadurch erheblich verletzt oder über Bord geworfen. Beides ist eine potentiell lebensbedrohliche Situation. Der Gefahrenbereich beschränkt sich dabei nicht auf den Weg des Baumes selbst, sondern auch auf die daran befestigte Schot, die bei vielen Segelschiffen im Cockpit endet. Wer daneben sitzt oder gerade an der Schot vorbei nach achtern oder nach vorne steigen will, ist also genauso gefährdet. Ein außer Kontrolle geratener Baum kann schwer zu bändigen sein. 
Schlägt der Baum in ein Backstag oder ein Want, kann dieses brechen, worauf die erhebliche Gefahr besteht, dass der Mast bricht. Selbst wenn dabei niemand ernsthaft verletzt wird und „nur“ finanzieller Schaden entsteht, endet die Reise dadurch meistens im Schlepp der Seenotretter. Wenn das Unglück weit von Land entfernt geschieht, muss man sich eventuell sogar abbergen lassen, außer es gelingt die schwierige Errichtung eines Notriggs.

## Vermeidung

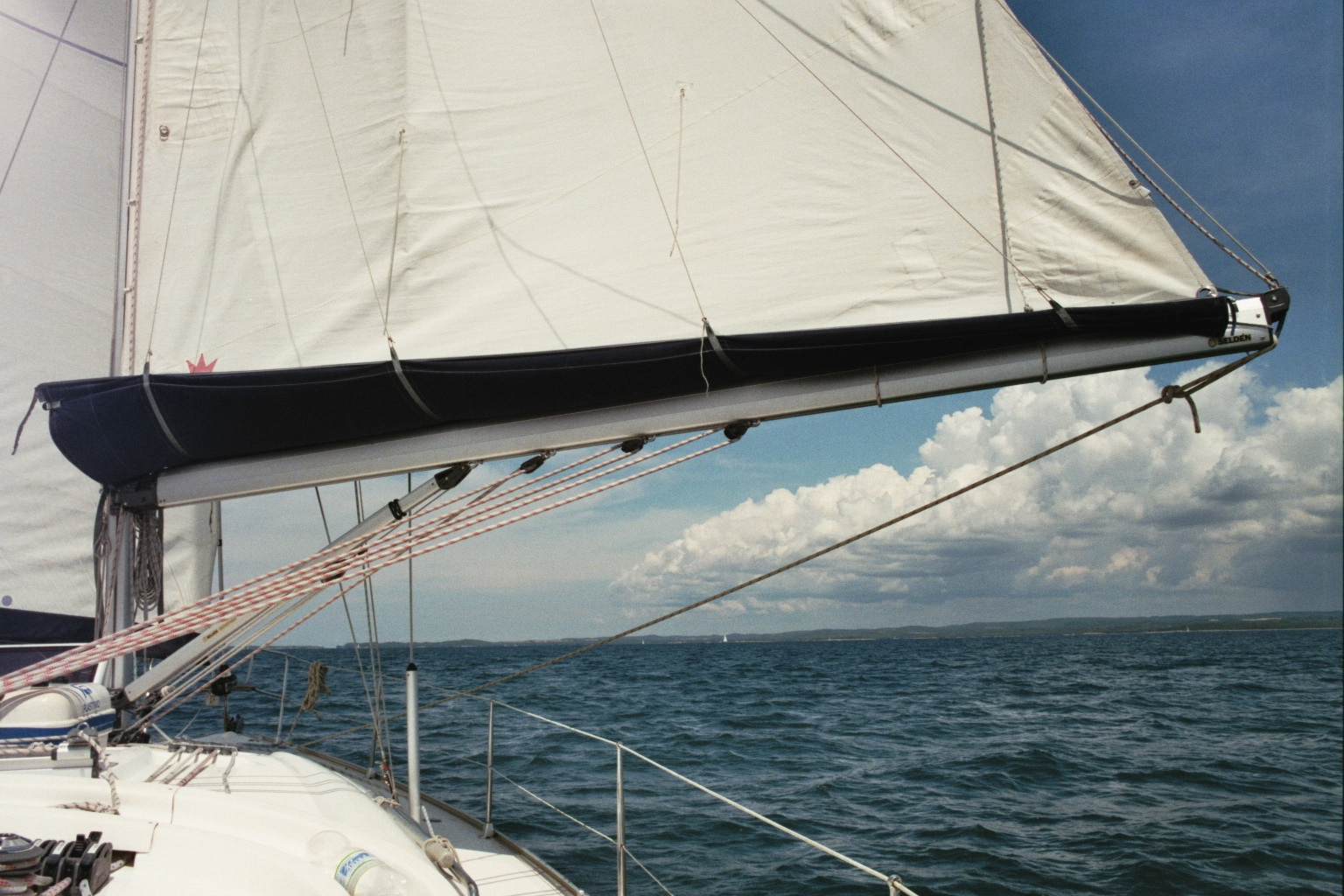
Bullenstander (außen am Baum)

Neben aufmerksamem Steuern gibt es mehrere Sicherheitsmaßnahmen, um eine Patenthalse zu vermeiden: Zunächst wird die Crew auf die Gefahr hingewiesen und nachdrücklich darauf geachtet, dass sich niemand im Bewegungsbereich des Baums befindet. Dazu kann der Navigator einen Kurs höher am Wind wählen, so dass der Wind vorlicher einfällt, wodurch aber der Weg zum Ziel weiter wird. Das Wegpacken des Großsegels und Sichern des Großbaums verhindert die Gefahr des umklappenden Baumes effektiv, reduziert allerdings die Segelfläche auf jene des Vorsegels und reduziert die Manöverbereitschaft etwas, da nicht mehr beliebig angeluvt werden kann. Unter Passatbedingungen kann das die favorisierte Lösung sein. 
Die Standardmethode zur Verhinderung einer Patenthalse ist ein sogenannter Bullenstander. Dies ist eine Leine, die von der Baumnock des Großbaums (dem äußersten Ende) zum Bug des Schiffes führt und dort oder über Umlenkpunkte im Cockpit gesichert wird. Dadurch wird verhindert, dass der Baum sich in irgendeine Richtung bewegen kann (in die andere Richtung sichert die Großschot). Wichtig ist dabei, einen möglichst großen Winkel zwischen Baum und Leine zu bekommen, um die Leine nicht zu überlasten. Als Nachteil des Bullenstanders wird oft ebenfalls eine mangelnde Manöverbereitschaft gesehen, denn bei einer Halse müssen jetzt Schot und Bullenstander umgesetzt werden. Insbesondere beim Fahrtensegeln bleibt die Segelstellung oft über Tage unverändert, so dass sich dieser Nachteil relativiert. Eine Alternative dazu ist die Baumbremse.

## Weblink
- Video einer Patenthalse während einer Regatta auf YouTube, abgerufen am 16. Juli 2021.